# José Carlos Pinto
José Carlos Pinto (Rio de Janeiro — ) foi um médico e político brasileiro.
Filho de pai português. Foi eleito deputado na Assembleia Constituinte e Legislativa Farroupilha, em 1842.